# Vysokopillia (huyện)
Huyện Vysokopillia (tiếng Ukraina: Високопільський район, chuyển tự: Vysokopillias'kyi raion) là một huyện của tỉnh Kherson thuộc Ukraina. Huyện Vysokopillia có diện tích 701 km², dân số theo điều tra dân số ngày 5 tháng 12 năm 2001 là 17920 người với mật độ 26 người/km2. Trung tâm huyện nằm ở Vysokopillia.